# Província de Latina
La província de Latina és una província que forma part de la regió del Laci dins d'Itàlia. La seva capital és Latina.
Limita al nord amb la província de Frosinone, al nord-oest amb la ciutat metropolitana de Roma capital, al sud-est amb la Campània (província de Caserta), i al sud pel Mar Tirrè. A la part nord de la província hi ha l'Agro Pontino.
Té una àrea de 2.256,16 km², i una població total de 574.321 hab. (2016). Hi ha 33 municipis a la província.